# فریدریش کراوس
فریدریش کراوس (آلمانی: Friedrich Kraus؛ ‏ ۳۱ مهٔ ۱۸۵۸ – ۲ مارس ۱۹۳۶) پزشک متخصص داخلی و استاد دانشگاه  اهل اتریش بود. شهرت او به‌واسطهٔ دستاوردهایش در زمینهٔ نوار قلب و شیمی کلوئید است.
او دانش آموختهٔ رشتهٔ پزشکی در دانشگاه کارل بود و بعدها استاد این رشته در دانشگاه گراتس شد. وی در سال ۱۹۰۲ به بیمارستان شاریته در برلین رفت. یکی از دستیاران وی در آنجا، راهل هیرش بود.